# Atınç Nukan
Atınç Nukan (* 20. Juli 1993 in Istanbul) ist ein türkischer Fußballspieler. Er steht bei Göztepe Izmir unter Vertrag.

## Karriere

### Verein
Nukan kam im Istanbuler Stadtteil Fatih auf die Welt und begann 2004 bei Küçükçekmecespor, im Vereins Fußball zu spielen.  Nach zwei Spielzeiten verpflichtete ihn Beşiktaş Istanbul im Jahr 2006. In der Saison 2007/08 begann er, in der U-15-Mannschaft zu spielen. In der Saison 2008/09 spielte er mit der U-18 in der Jugend-Süper-Lig. Am Ende der Spielzeit stieg er in die zweite Mannschaft auf. Am 22. April 2010 wurde er von Mustafa Denizli in die erste Mannschaft berufen und unterschrieb einen Profivertrag. Zwei Tage später saß er im Spiel gegen Sivasspor erstmals auf der Bank. Am 7. Mai 2010 kam er im Spiel gegen Manisaspor, bedingt durch eine Verletzung von Rıdvan Şimşek, zu seinem ersten Einsatz in der Süper Lig. Dies blieb sein einziger Einsatz in der Saison 2009/10.
Im Mai 2011 stand er gegen Eskişehirspor erstmals in der Startelf von Beşiktaş. In der Saison 2010/11 kam er insgesamt zu zwei Einsätzen. In der Saison 2011/12 blieb er ohne Einsatz, ebenso in der Saison 2012/13. Daraufhin wurde er zur Saison 2013/14 an den Drittligisten Dardanelspor verliehen. Für Dardanelspor kam er in jener Spielzeit zu 19 Einsätzen in der TFF 2. Lig, in denen er ein Tor erzielte. Zu Saisonende musste er mit dem Verein jedoch in die TFF 3. Lig absteigen. Nach dem Ende der Leihe kehrte er zur Saison 2014/15 zu Beşiktaş zurück. In jener Saison absolvierte er neun Spiele in der Süper Lig.
Im Sommer 2015 wurde Nukan vom deutschen Zweitligisten RB Leipzig verpflichtet.
Er unterschrieb einen Fünfjahresvertrag. Er war zuvor vom Trainer und Sportdirektor Ralf Rangnick beobachtet worden und wurde auf seine Direktive verpflichtet. Für die Leipziger absolvierte er in der Saison 2015/16 zwölf Spiele in der 2. Bundesliga, in denen er ein Tor erzielte, und stieg mit dem Verein zu Saisonende in die Bundesliga auf.
Im August 2016 kehrte er leihweise für eine Saison zu Beşiktaş Istanbul zurück und wurde mit dem Verein türkischer Meister. Nach seinem letzten Einsatz für Beşiktaş im Mai 2017 stand der Verteidiger in keinem Pflichtspiel der Leipziger mehr auf dem Feld. Im Sommer 2019 wurde schließlich der noch ein Jahr gültige Vertrag mit Nukan seitens RB vorzeitig aufgelöst.
Anfang September 2019 wurde der Verteidiger als Neuzugang Göztepe Izmirs vorgestellt.

### Nationalmannschaft
Nukan begann seine Nationalmannschaftskarriere 2009 mit einem Einsatz für die türkische U16-Nationalmannschaft. Später spielte er noch für die U18- und U19-Auswahl seines Landes.
Im März 2015 debütierte Nukan für die zweite Auswahl der türkischen Nationalmannschaft, der A2-Nationalmannschaft.
Am 13. November 2015 debütierte Nukan unter Trainer Fatih Terim für die Türkei, als er beim 2:1-Testspielsieg gegen Katar von Spielbeginn zum Einsatz kam.

## Erfolge
RB Leipzig
- Aufstieg in die Bundesliga: 2016

Besiktas Istanbul
- Türkischer Meister: 2017
- Türkischer Pokalsieger: 2011